# Цугско езеро
Цугското езеро (на немски: Zugersee) е езеро в централна Швейцария, кантони Цуг и Швиц, между Фирвалдщетското езеро на юг и Цюрихското езеро на североизтжк. Има площ 38,41 km² (девето по големина в страната), обем 3,21 km³ и максимална дълбочина 198 m.
Носи името на град Цуг, който е разположен на северния му бряг. Основният му приток е река Лорце, която изтича от северната му част в северна посока, преди да се влее в Ройс (десен приток на Аар, ляв приток на Рейн). Езерото има дължина 14 km и максимална ширина почти 5 km. Тъй като е ледниково езеро, то се отличава със значителна дълбочина (198 m), но водата не е чиста – всъщност е най-замърсеното швейцарско езеро. Днес се отчитат 80 g/m³ съдържание на фосфор. Това се отразява на животинския свят, който е на изчезване. Езерната повърхност е на 417 m надморска височина.
Цугското езеро има неправилна форма, като неголям полуостров почти го разделя на две части (стеснението при Киемен). Северната част (Унтерзее) е по-голяма, но южната (Оберзее) е по-дълбока. Покрай източния му бряг преминава участък от железопътната линия към прохода Сен Готард. Най-доброто място да се наблюдава е планината Риги, която се издига на юг.